# El guerrero del bosque
El guerrero del bosque (título original: Forest Warrior) es una película de aventuras estadounidense de 1996 dirigida por Aaron Norris y protagoniszada por Chuck Norris.

## Argumento
Un anciano llamado Clovis Madison, al calor de una hoguera, cuenta a una pandilla de cuatro niños y una niña, que son amantes de la naturaleza la leyenda de Jeremiah McKenna, un hombre que habitaba en las montañas en compañía de su mujer, hija de un jefe indio, a finales del siglo XIX. 
McKenna murió en verano de 1875 a manos de unos desalmados marederos, que lo asesinaron cuando intentaba llevar a su mujer enferma una medicina a pesar de una gran lucha que les proporcionó, porque querían talar el bosque en el que habitaba, ya que no quería venderlo a ellos para que lo talasen. Desde entonces la montaña lo ha convertido en un espíritu que desde entonces guarda el bosque y la montaña.
En el presente, cuando otros desalmados marederos mandados por Travis Thorne quieren destruir la montaña talando sus árboles y amenazan además a esos niños incluso de forma letal cuando estaban allí para divertirse en un lugar especial del bosque, McKenna aparece otra vez para detenerlos y ayuda a esos niños que también quieren proteger el bosque.
Lo consigue y los detienen por uso ilegal de explosivos, que utilizaban para sus intenciones. De paso él también encuentra a su mujer perdida y luego se despide de la pandilla mientras que las personas del pueblo reparan lo que los marederos dañaron y la paz retorna también al lugar.

## Reparto
- Chuck Norris - McKenna
- Terry Kiser - Travis Thorne
- Max Gail - Sheriff Ramsey
- Roscoe Lee Browne - Clovis Madison
- Trenton Knight - Justin Franklin
- Megan Paul - Austene Slaighter
- Josh Wolford - Logan Anderson
- Jordan Brower - Brian Anderson
- Michael Friedman - Lewis Burdette
- William Sanderson - Paul Carpio

## Producción
La película fue rodada en Oregón, Estados Unidos desde el 14 de enero hasta el 10 de marzo de 1996. Se hizo en total de 56 días.

## Estreno
Una vez rodada, se estrenó directamente a vídeo el 5 de noviembre de 1996 en los Estados Unidos.